# Beka Wacziberadze
Beka Wacziberadze, gruz. ბექა ვაჩიბერაძე, ukr. Бека Зазайович Вачіберадзе, Beka Zazajowycz Wacziberadze (ur. 5 marca 1996 w Kutaisi, Gruzja) – gruziński piłkarz, grający na pozycji pomocnika. Wcześniej posiadał obywatelstwo ukraińskie. W listopadzie 2017 przyjął obywatelstwo Gruzji.

## Kariera piłkarska

### Kariera klubowa
Wychowanek klubów Czornomoreć Odessa i Szachtar Donieck, barwy których bronił w juniorskich mistrzostwach Ukrainy (DJuFL). 24 lipca 2013 rozpoczął karierę piłkarską w drużynie młodzieżowej Szachtara Donieck. 26 lipca 2014 debiutował w składzie trzeciej drużyny Szachtara. 27 sierpnia 2015 przeszedł do Realu Betis. Występował w składzie drugiej drużyny, a 3 czerwca 2017 roku opuścił Betis Deportivo Balompié.

### Kariera reprezentacyjna
Od 2015 był powoływany do młodzieżowej reprezentacji Ukrainy, gdzie pełnił funkcje kapitana drużyny. Wcześniej od 2011 bronił barw juniorskich reprezentacji Ukrainy.

## Sukcesy

### Sukcesy klubowe
Szachtar Donieck
- wicemistrz Ligi Młodzieżowa UEFA: 2014/2015